# Жессюа, Ален
Ален Жессюа (р. 16 января 1932, Париж — ум. 30 ноября 2017, Эврё, Франция) — французский кинорежиссёр, сценарист и писатель. Постановщик десяти фильмов в период с 1956 до 1997 годов.

## Начало карьеры
Начинал работать на должности ассистента режиссёра Жака Беккера в фильме «Золотой шлем» (фр. «Casque d'or») с Максом Офюльсом и «Мадам де…» с Лолой Монсес и с Марселем Карне в фильме «Вакантный лот» (фр. «Terrain vague»).

## Признание
Уже первый короткометражный фильм Алена Жессюа «Léon la lune» (фр.) завоевал влиятельный приз Жана Виго 1957 года.
Свой первый полнометражный фильм снял 1963 году — «Жизнь наизнанку» (фр. «La vie à l'envers»), который победил в номинации «Лучший дебютный фильм» на Венецианском кинофестивале 1964 года.
В 1967 году А. Жессюа снял фильм «Игра в кровопролитие» (фр. «The Killing Game»), того же 1967 года был представлен на Каннском кинофестивале, где он получил приз за лучший сценарий.
В 1977 году снял свой культовый фильм «Армагеддон» с Аленом Делоном. Его фильм 1979 года «Собаки» с Жераром Депардье в главной роли был представлен на 11-м Московском международном кинофестивале.
В 1984 года Ален Жессюа снял свой известный эротический фильм «Франкенштейн 90» с Жаном Рошфором. На это его вдохновила книга Мэри Шелли с Эдди Митчеллом в роли живого существа.

## Литературное творчество
А. Жессюа также во Франции был известным писателем. За последние восемнадцать лет своей жизни из под его пера вышло восемь романов. Среди недавних литературных работ — романы «Глаз Пикассо» (2017), «Господин судья» (2017) и «Маленький ангел» (2011).

## Смерть
Незадолго до смерти А. Жессюа болел двусторонней пневмонией и находился в отделении интенсивной терапии. Он умер в клинике города Эврё в 85-летнем возрасте.

## Фильмография
- Месяц Леона (1956)
- Жизнь наизнанку (1964)
- Лечение шоком (1973)
- Армагеддон (1977)
- Собаки (1979)
- Рай для всех (1982)
- Франкенштейн 90 (1984)
- Святая невинность (1988)
- Краски дьявола (1997)

## Ссылка
- Биография Алена Жессюа (англ.)
- Жессюа, Ален (англ.) на сайте Internet Movie Database